# 健全 安全 好青年
「健全 安全 好青年」（けんぜん あんぜん こうせいねん）は、1990年5月25日にポリドールから発売されたKANの7作目のシングル。

## 概要
- 5thアルバム『野球選手が夢だった。』からの先行シングル。
- KANがフィル・コリンズの「ススーディオ」に感化され作った。
- ライブではコーラス隊と共にダンスを披露しながら歌われる。
- サビの締めは早口言葉になっているが、この部分をライブで歌うのは無理があったため、1990年後半のツアーからは早口言葉を言わなくなった。
- 歌詞の設定はプロデューサーの指示によるもので、売れるシングルを意識したが結果は不振に終わった。
- 次作シングル「愛は勝つ」がヒットしたことでKANは「この曲（健全 安全 好青年）の苦労は全て帳消しになった」と語っている。
- 歌詞に出てくる「常識バッチ」プレゼントキャンペーンを実施。応募券が封入。

## 収録曲
全曲　作詞・作曲：KAN　
1. 健全 安全 好青年
  - 編曲：小林信吾・KAN
2. 青春国道202
  - 編曲：佐藤準